# Brandbergen
Brandbergen är en bebyggelse i tätorten Stockholm och en kommundel i Haninge kommun. Brandbergen är beläget 2 km öster om centralorten Handen.

## Historia
Namnet "Brandbergen" härstammar från en skogsbrand den 18 juli 1947 i området, som då var i stort sett obebyggt. År 1968 köpte dåvarande Österhaninge kommun marken, och började uppföra bostäder inom ramen för miljonprogrammet. Området planerades av arkitekten Gustaf Lettström. De första hyresgästerna flyttade in 1970, och fem–sex år senare fanns i det gamla skogsområdet bostäder för över 9 000 människor.
När Brandbergen växte och under 1970-talets slut hade många boende i området sociala problem. Vid 1980-talets slut stod många lägenheter tomma och området var allmänt nedslitet. Detta medförde att man beslutade sig för att rusta upp området för att ge Brandbergen högre social status. Under 1990-talet har denna process fortgått med bland annat en omfattande om- och tillbyggnation av många fastigheter. År 1993 var denna ombyggnad klar, och Brandbergen blev återigen populärt att bo i. Dock ifrågasattes den ekonomiska biten av ombyggnaden, och än idag är en del av fastigheterna tyngda med stora lån efter ombyggnaden. Denna ombyggnation avsåg endast hyresrättsdelen av beståndet.
Ungefär hälften av flerfamiljshusen i området utgörs av bostadsrätter, som förvaltas av tre HSB-föreningar. Våren 2019 sålde Akelius Residential Property hela sitt innehav av hyresrätter i Brandbergen till Victoria Park; affären omfattade 2140 lägenheter i Haninge kommun.

## Skola och barnomsorg
Här finns grundskolor och ett antal förskolor. 
Näst intill Brandbergens centrum ligger Brandbergsskolan, grundskola från årskurs F–9, med körklasser, musikklasser, särklasser, introduktionsklasser (ik)  och kommunal musikskola. 
I anknytning till Brandbergsskolan finns även Brandbergens fritidsgård, en samlingsplats för ungdomar i åldrarna 10 till 19 år.

## Fritid och kultur
Inom området finns både tennisbana, idrottshall, dansbana, biograf Bio Cosmopolite, minigolf och utomhusbad, promenadstråk, samt närhet till Tyresta nationalpark.

## Service och kommunikationer
I norra delen av Brandbergen ligger Brandbergens Centrum med butiker. Ett flertal restauranger och biograf finns också.
Nordväst om Brandbergen finns på promenadavstånd två stormarknader.
Området har en väl utbyggd lokaltrafik, till centrala delen av Stockholm tar det 15–20 minuter med bil. Snabbussar går till Gullmarsplan och Cityterminalen i Stockholm på 20–22 respektive 33–35 minuter i rusningstrafik. Övriga tider 25-30 minuter till Gullmarsplan. Till Handen tar det 5–7 minuter med buss där Handens pendeltågsstation finns.

## Postort
När området bebyggdes ingick det i postorten Handen. Detta ändrades senare till Haninge, som omfattande en stor del av kommunen. I mars 2011 blev Brandbergen en egen postort med postnumren 136 60–136 63.

## Industri och hantverk
I sydvästra och nordvästra delarna av Brandbergen finns det mindre industriområden, främst bilfirmor och hantverksindustri.

## Förvaltning
Flertalet av Brandbergens invånare bor i flervåningshus (mellan 2 och 7 våningar, hyres- och bostadsrättslägenheter) förvaltade av Victoria Park och HSB.

## Brandbergen i film/TV och musik
Vissa scener i filmen Nattbuss 807 (1997) är filmade utanför Brandbergens Centrum. Likaså spelades delar av Mannen från Mallorca (1984) in på olika platser i Brandbergen och TV-serien Tjejerna gör uppror byggd på en bok av Åsne Seierstads mor Frøydis Guldahl. Regi och dramatisering 1976-77 Judith Hollander. Produktion Moviemakers. Serien från Brandbergen sågs i 16-länder. Den ligger nu på SVT-play . I barnprogrammet Pappas pengar köper pappan en lägenhet till sin son i just Brandbergen. De har lägenheter överallt i hela världen, och nu även här. 
Musikgruppen Peaches och artisten Toffer bildades ursprungligen i Brandbergen.